# 科斯特爾卡 (維索科皮利亞市鎮)
47°23′47″N 33°33′16″E / 47.39639°N 33.55444°E
科斯特爾卡（烏克蘭語：Костирка），是烏克蘭南部赫爾松州貝里斯拉夫區维索科皮利亚市镇内的村落。面積6.57平方公里，海拔高度80米，2001年人口139，人口密度每平方公里21.2人。